# Anastoechus fuscus
Anastoechus fuscus är en tvåvingeart som beskrevs av Paramonov 1926. Anastoechus fuscus ingår i släktet Anastoechus och familjen svävflugor.
Artens utbredningsområde är Kazakstan. Inga underarter finns listade i Catalogue of Life.